# Aichhalden
Aichhalden är en kommun och ort i Landkreis Rottweil i regionen Schwarzwald-Baar-Heuberg i Regierungsbezirk Freiburg i förbundslandet Baden-Württemberg i Tyskland. 
Den tidigare kommunen Rötenberg uppgick i Aichhalden 1 juli 1974.
Kommunen ingår i kommunalförbundet Schramberg tillsammans med staden Schramberg och kommunerna Hardt och Lauterbach.